# Asowske (Berdjansk)
Asowske (ukrainisch Азовське; russisch Азовское Asowskoje) ist ein an der Küste des Asowschen Meeres gelegenes Dorf im Südosten der ukrainischen Oblast Saporischschja mit etwa 2500 Einwohnern (2016).

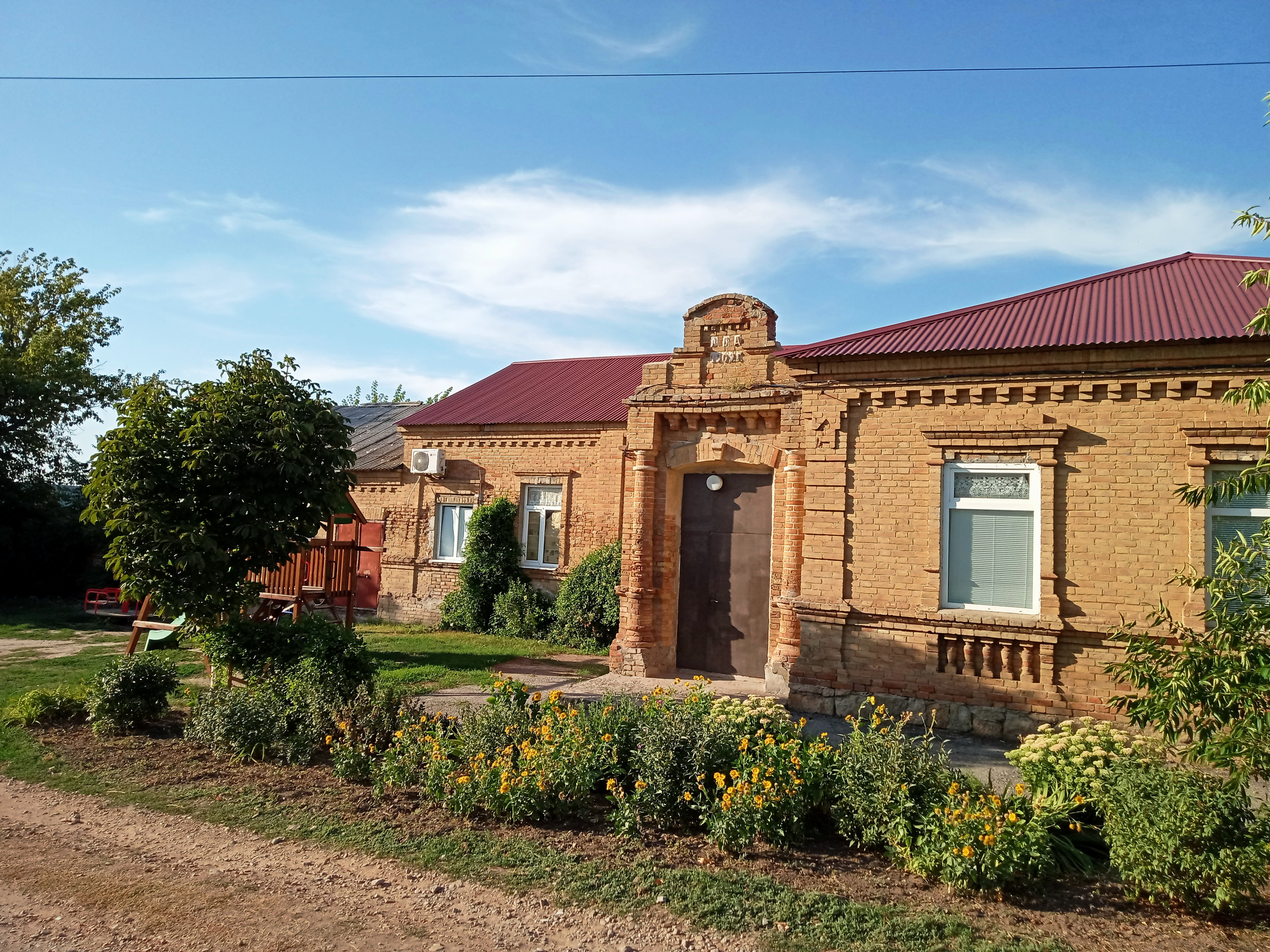
Haus im Ort

## Geschichte
Das 1861 von Bulgaren und Gagausen aus Bessarabien (insgesamt 86 Familien) als Kolonie Iwaniwka (Іванівка) gegründete Dorf hatte am 1. Januar 1911 1212 Einwohner.
Zwischen 1922 und 2016 trug das Dorf den Namen Lunatscharske (Луначарське) und erhielt dann, im Zuge der Dekommunisierung in der Ukraine, seinen heutigen Namen.

## Geografie
Am 28. November 2018 wurde das Dorf ein Teil der neugegründeten Stadtgemeinde Berdjansk, bis dahin bildete es die gleichnamige Landratsgemeinde Asowske (Азовська сільська рада/Asowska silska rada) im Südosten des Rajons Berdjansk.
Die Ortschaft liegt an der Mündung der 29 km langen Kuza Berdjanka (Куца Бердянка) in das Asowsche Meer, 2,5 km westlich vom Rajonzentrum Berdjansk und etwa 200 km südöstlich vom Oblastzentrum Saporischschja.
Durch das Dorf verläuft die internationale Fernstraße M 14 / E 58 und die nationale Fernstraße N 30 (die ehemalige Regionalstraße P–37).